# Rubén Pérez del Mármol
Rubén Pérez del Mármol (Écija, 26 de abril de 1989) é um futebolista espanhol que atua como meia.

## Carreira no clube

### Atlético Madrid

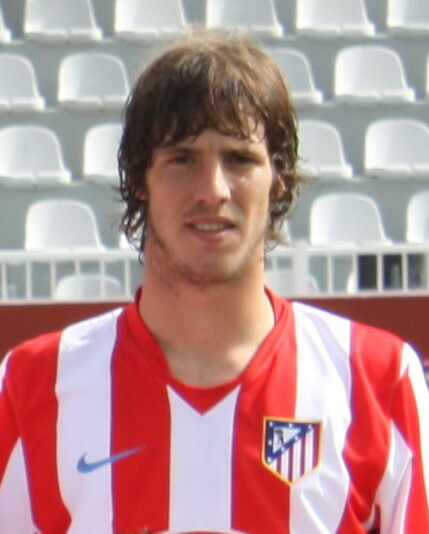
Pérez com o Atlético Madrid B, 2009

Pérez nasceu em Écija, Andaluzia. Tendo chegado ao sistema de base do Atlético Madrid aos 13 anos, ele fez sua estreia pela equipe principal em 15 de maio de 2010, numa derrota por 0–3 em casa contra o Getafe CF, substituindo outro jogador formado no clube, o lesionado Borja.
Em 25 de julho de 2010, como parte da transferência de Filipe Luís para os Colchoneros, Pérez foi emprestado ao também clube da La Liga, Deportivo de La Coruña, por duas temporadas. Ele fez sua estreia pelo time galego em 12 de setembro, jogando 80 minutos no empate de 0–0 contra o Sevilla FC.
Em agosto de 2011, após o rebaixamento do Depor, Pérez retornou à primeira divisão e ingressou no Getafe, com Borja Fernández indo na direção oposta. Ele participou de apenas dez partidas pelo time de Madrid durante toda a temporada, em todas as competições.
Em junho de 2012, Pérez foi emprestado ao Real Betis por uma temporada. Ainda pertencendo ao Atlético, ele representou, nos anos seguintes, o Elche CF, o Serie A's Torino FC e o Granada CF; ele assinou um contrato permanente de quatro anos com este último em 8 de agosto de 2015.

### Leganés
Em 9 de agosto de 2016, Pérez foi emprestado ao também clube da primeira divisão CD Leganés por uma temporada. Em 29 de junho seguinte, seu empréstimo foi prorrogado por mais um ano.
Pérez retornou ao Leganés com um contrato de quatro anos após encerrar vínculo com o Granada. Ele marcou um gol em 26 partidas na temporada 2019–20, mas sua equipe retornou à Segunda División após quatro anos na elite.

### Panathinaikos
Em 14 de julho de 2021, o Panathinaikos F.C. contratou Pérez por duas temporadas por uma quantia não revelada.

## Estatísticas de carreira
25 de maio de 2024
| Clube                            | Temporada          | Campeonato                | Campeonato | Campeonato | Copa  | Copa | Continental | Continental | Total | Total | Total |
| Clube                            | Temporada          | Divisão                   | Jogos      | Gols       | Jogos | Gols | Jogos       | Gols        | Jogos | Gols  |       |
| -------------------------------- | ------------------ | ------------------------- | ---------- | ---------- | ----- | ---- | ----------- | ----------- | ----- | ----- | ----- |
| Atlético de Madrid               | 2009–10            | La Liga                   | 1          | 0          | 0     | 0    | 0           | 0           | 1     | 0     |       |
| Deportivo La Coruña (empréstimo) | 2010–11            | La Liga                   | 32         | 0          | 5     | 0    | —           | —           | 37    | 0     |       |
| Getafe (empréstimo)              | 2011–12            | La Liga                   | 9          | 0          | 1     | 0    | —           | —           | 10    | 0     |       |
| Betis (empréstimo)               | 2012–13            | La Liga                   | 25         | 1          | 5     | 0    | —           | —           | 30    | 1     |       |
| Elche (empréstimo)               | 2013–14            | La Liga                   | 31         | 0          | 1     | 0    | —           | —           | 32    | 0     |       |
| Torino (empréstimo)              | 2014–15            | Serie A                   | 6          | 0          | 0     | 0    | 2           | 0           | 8     | 0     |       |
| Granada (empréstimo)             | 2014–15            | La Liga                   | 14         | 0          | —     | —    | —           | —           | 14    | 0     |       |
| Granada                          | 2015–16            | La Liga                   | 31         | 0          | 1     | 0    | —           | —           | 32    | 0     |       |
| Granada                          | Total              | Total                     | 45         | 0          | 1     | 0    | —           | —           | 46    | 0     |       |
| Leganés (empréstimo)             | 2016–17            | La Liga                   | 30         | 0          | 2     | 0    | —           | —           | 32    | 0     |       |
| Leganés (empréstimo)             | 2017–18            | La Liga                   | 31         | 0          | 5     | 0    | —           | —           | 36    | 0     |       |
| Leganés                          | 2018–19            | La Liga                   | 31         | 0          | 1     | 0    | —           | —           | 32    | 0     |       |
| Leganés                          | 2019–20            | La Liga                   | 26         | 1          | 2     | 0    | —           | —           | 28    | 1     |       |
| Leganés                          | 2020–21            | Segunda Divisão Espanhola | 37         | 0          | 0     | 0    | —           | —           | 37    | 0     |       |
| Leganés                          | Total              | Total                     | 155        | 1          | 10    | 0    | —           | —           | 165   | 1     |       |
| Panathinaikos                    | 2021–22            | Super Liga Grega          | 32         | 0          | 8     | 0    | —           | —           | 40    | 0     |       |
| Panathinaikos                    | 2022–23            | Super Liga Grega          | 35         | 0          | 4     | 0    | 2           | 0           | 41    | 0     |       |
| Panathinaikos                    | La Liga de 2023–24 | Super Liga Grega          | 22         | 0          | 6     | 1    | 9           | 0           | 37    | 1     |       |
| Panathinaikos                    | Total              | Total                     | 89         | 0          | 18    | 1    | 11          | 0           | 118   | 1     |       |
| Total na carreira                | Total na carreira  | Total na carreira         | 393        | 2          | 41    | 1    | 13          | 0           | 447   | 3     |       |

## Títulos
Panathinaikos
- Copa da Grécia: 2021–22,[15] 2023–24

 Espanha Sub-21
- Campeonato Europeu de Futebol Sub-21: 2011[15]

Prêmios individuais
- Super Liga Grega – Equipe da Temporada: 2022–23[16]